# Constanza Duque
Constanza Duque Gómez (Manizales, Colombia, 1 de agosto de 1951) es una actriz de teatro y televisión de Colombia.

## Biografía
Hija de Efraín Duque y Estrella Gómez desde pequeña le fascinó el teatro, empezó estudiando Bellas Artes en la Universidad de Caldas, donde inició haciendo teatro universitario, después viajó a México, donde permaneció durante un año, luego recorrió Europa. Hizo obras teatrales, y la más recordada de todas fue una serie de monólogos plenos de humor y drama, titulada Rosamunda. 
Estableció su residencia en Bogotá donde hizo pequeños papeles en la televisión, y su primer protagónico fue en la comedia Laura por favor, escrita por Fernando Gaitán, precisamente el libretista que, un par de años después, inventaría el papel que hasta la fecha podría considerarse capital en su vida. No solo por lo popular del personaje, sino porque Constanza tuvo que luchar para que éste le fuera asignado: en criterio del director, la actriz era muy joven para interpretar a la mamá de Gaviota, papel que además ya estaba asignado. No hubo arreglo con la actriz original, y Constanza fue elegida.

## Filmografía

### Televisión
- Noticia de un secuestro (2022) — Nydia Quintero[1]
- Dejémonos de Vargas (2022-2023) — Tía Lucy[2]
- Fábulas del confinamiento (2021) — Alicia Pombo[3]
- La de troya 2 (2020) — Gloria
- Relatos Retorcidos: El suicidio de José Asunción Silva  (2019)
- Siempre Bruja (2019) — Adelaida
- La de troya (2018) — Gloria
- Tarde lo conocí (2017-2018) — Caterina "Cate" Formel
- Mujeres asesinas (2016) - Sagrario Manrique
- La ley del corazón (2016) — Jueza
- Hilos de sangre azul (2016) — Josefina Urrutia
- La tusa (2015) — Lina
- Los años maravillosos (2014) — Carmen
- El estilista (2014) — Sara de Ávila
- Pobres Rico (2012-2013) — Esther "Tete" Blanco Vda de Rico
- Gabriela, giros del destino (2009-2010) — Mercedes de Córdoba
- Hasta que la plata nos separe (2006-2007) — Rosario Maldonado
- La viuda de la mafia (2004-2005) — Dora de Martín
- Un ángel llamado Azul (2003-2004) — Raquel Goricochea
- Pecados capitales (2002-2004) — Hortencia Salinas
- Solterita y a la orden (2001)
- El inútil (2001-2002) — Adelaida Copel de Martínez
- Traga maluca (2000-2001) — Beatriz Sandoval
- Guajira (1996) — Marina de Arbeláez
- Cara o sello: Dos rostros de mujer (1995) — Helena
- El puente lleva su nombre (1995)
- Café, con aroma de mujer (1994-1995) — Carmenza Suárez
- Pasiones secretas (1992-1993)
- Sombra de tu sombra (1991) — La señorita Evelia Corredor
- Laura, por favor (1990)
- Fercho & Cia (1987 - 1990) — Profesora Kalalú
- Los pecados de Inés de Hinojosa (1988)
- Dos rostros, una vida (1987)
- Bonaparte, investigador privado (1985)
- Asesinato sin identidad (1985)
- Últimas tardes con Teresa
- No juegues con mi vida
- Revivamos nuestra historia - Debut en la serie El Bogotazo (1984)

## Cine
- Cup of Love / El hechizo de un café (2016)
- Sofía y el terco (2012)
- Les gens honnêtes vivent en France (2005)
- Bogotá 2016 (2001) — Viviana (segmento "Zapping")
- Soplo de vida (1999) — Irene de Domingo
- La deuda (1997) — Aminta Rosero
- Atrapados (1985)
- Con su música a otra parte (1984)

## Teatro
- La gallina ciega (2010)
- Melodrama (2010)
- Andanzas (1999)
- Hombres (1999)
- Andanzas, Isadora Duncan (1994)
- Mujer del domingo (1987)
- María Candelaria (1987)
- Rosamunda (1984)
- Sueño de una noche de verano (1983)
- La llave (1982)
- Las hermanas de Búfalo Bill (1981)

## Premios y nominaciones

### Premios India Catalina
| Año  | Categoría                                     | Telenovela o serie       | Resultado |
| ---- | --------------------------------------------- | ------------------------ | --------- |
| 2020 | Mejor actriz de reparto de telenovela o serie | Relatos retorcidos       | Nominada  |
| 1995 | Mejor actriz de reparto                       | Café, con aroma de mujer | Ganadora  |

### Premios TVyNovelas
| Año  | Categoría               | Telenovela o serie       | Resultado |
| ---- | ----------------------- | ------------------------ | --------- |
| 2004 | Mejor actriz antagónica | Pecados capitales        | Nominada  |
| 1995 | Mejor actriz de reparto | Café, con aroma de mujer | Nominada  |

## Premios Obtenidos
- 1 ORDEN MURILLO TORO
- 1 SIMÓN BOLÍVAR por Café, con aroma de mujer
- 1 ACCA en USA por Café, con aroma de mujer
- 1 PRECOLOMBINO DE ORO (por Actuación en Película)